# Das Orchester
Das Orchester ist ein seit 1953 elfmal im Jahr im Verlag Schott Music in Mainz erscheinendes deutschsprachiges Magazin für Musiker und Management, das in über 45 Ländern weltweit vertrieben wird. Sitz der Chefredaktion ist Berlin, die Verlagsredaktion befindet sich in Mainz.

## Inhalt
Die Zeitschrift beschäftigt sich mit allen Themen rund um das Orchester: mit Musikerausbildung und -berufsalltag, mit Musik und Musikermedizin, mit Musikvermittlung und Ausbildungsprogrammen, Publikumsgewinnung und Kulturfinanzierung, Orchestermarketing und Orchestermanagement. Sie wirft einen Blick auf die internationale Orchesterlandschaft, berichtet über die Arbeit der Rundfunkchöre und veröffentlicht Studien über Publikumsforschung. Berichte über Konzertreihen, Musiktheaterpremieren, Musikfestspiele, Wettbewerbe und Symposien spiegeln das aktuelle Musikleben. Hinzu kommen Informationen über Neues für Musiker, auch im Instrumentenbau, Kurzmeldungen und ausführliche Besprechungen von neuen Büchern, Noten, CDs und DVDs.

## Musiker-Stellenmarkt
Einen umfangreichen Teil der Zeitschrift macht der weltweit größte Musiker-Stellenmarkt aus, in dem fast alle deutschen Orchester und Rundfunkchöre, europäische, aber auch internationale Klangkörper ihre Vakanzen anzeigen und Probespiele ausschreiben. Seit 2011 ist der Stellenmarkt online.

## Redaktion und Herausgeber
- 1953–1979: Hermann Voss
- 1953–1974: Ernst Fischer
- 1959–1990: Ingrid Hermann
- 1975–2001: Günther Engelmann
- 1976–1978: Peter Girth
- 1978–2000: Rolf Dünnwald
- 1990–2021: Andrea Raab (Verlagsredaktion)
- 2001–2015: Ulrich Ruhnke (Chefredaktion)
- seit 2001: Gerald Mertens (Chefredaktion)
- seit 2015: Frauke Adrians (Chefredaktion)
- seit 2021: Rüdiger Behschnitt (Verlagsredaktion)
- seit 2021: Kerstin Siegrist (Verlagsredaktion)